# Kapitola čtvrtá: Drahý Billy
Kapitola čtvrtá: Drahý Billy (v anglickém originále Chapter Four: Dear Billy) je 4. díl 4. řady amerického hororového seriálu Stranger Things. Scénář k dílu napsal Paul Ditcher a díl režíroval Shawn Levy. Měl premiéru dne 27. května 2022 na Netflixu společně s první částí čtvrté řady (prvních sedm dílů z devíti).
Děj se odehrává dne 24. března 1986 a soustředí se na duševní problémy Max Mayfieldové a její pokus přežít Vecnův útok. Tato epizoda získala uznání kritiky, především za příběh Max a výkon Sadie Sink, použití písně „Running Up That Hill“ od Kate Bush během vyvrcholení epizody a témata deprese a sebevraždy. Kritici také chválili hostující roli Roberta Englunda, stejně jako scénář a režii.

## Děj
Joyce a Murray doručí výkupné Enzovu kontaktu Jurimu, ale ten je omámí a plánuje Hoppera a Enza předat Rusům za účelem většího zisku. Hopper uteče z vězeňského tábora, ale brzy je znovu zajat. Jonathan, Mike a Will se připravují na únik od Wallace a Harmona, agentů vyslaných Owensem, aby je sledovali, ale mezitím na dům zaútočí ozbrojení vojáci. Podaří se jim uniknout za pomoci Jonathanova přítele Argyla a přivedou s sebou zraněného agenta Harmona. Nancy a Robin zpovídají uvězněného Victora Creela, který jim vypráví, jak členové jeho rodiny byli mučeni a zabíjeni nadpřirozenými silami a on byl zatčen za jejich smrt. Max ze strachu, že se ji Vecna chystá zabít, píše dopisy svým přátelům a rodině a vydává se navštívit hřbitov, aby přečetla svůj dopis Billymu u jeho náhrobku. Brzy ji posedne Vecna a ocitá se u oltáře v jeho mysli. Steve, Dustin a Lucas se od Nancy a Robin dozvídají, že Vecnovo prokletí může prolomit hudba, a přehrají Max její oblíbenou píseň „Running Up That Hill“ na kazetě. Tím se otevře portál, kterým Max unikne Vecnově kontrole.

## Hodnocení
Na serveru Rotten Tomatoes má díl hodnocení 100 % na základě 5 recenzí s průměrným hodnocením 9/10.
Díl byl zařazen do seznamu nejlepších televizních epizod roku 2022 mnoha weby. Magazín British GQ jej označil za druhou nejlepší epizodu roku, web Mashable SEA jej umístil na pátou příčku, magazín TV Guide díl umístil na devátou příčku a web Mashable jmenoval epizodu jako 11. nejlepší. Týdeník Entertainment Weekly epizodu zařadil na seznam „33 nejlepších televizních epizod roku 2022“.

### Ocenění
Web TVLine udělil Sadie Sink, představitelce Max Mayfieldové, čestné uznání za výkon v této epizodě. Za režii epizody byl Shawn Levy nominován na Hollywood Critics Association TV Awards za nejlepší režii streamovaného dramatického seriálu.

## Odkaz
Použití písně „Running Up That Hill“ od Kate Bush během vyvrcholení epizody vedlo k oživení popularity skladby, které vyvrcholilo umístěním na vrcholu UK Singles Chart a v řadě dalších zemí: Austrálie, Belgie, Irsko, Litva, Lucembursko, Nový Zéland, Švédsko a Švýcarsko.